# Pasărea secretar
Pasărea secretar (Sagittarius serpentarius) este o pasăre de pradă mare endemică Africii. Este în principal terestră, petrecându-și cea mai mare parte a timpului pe sol, și se găsește de obicei în pășunile deschise și savanele din regiunea subsahariană.

## Taxonomie

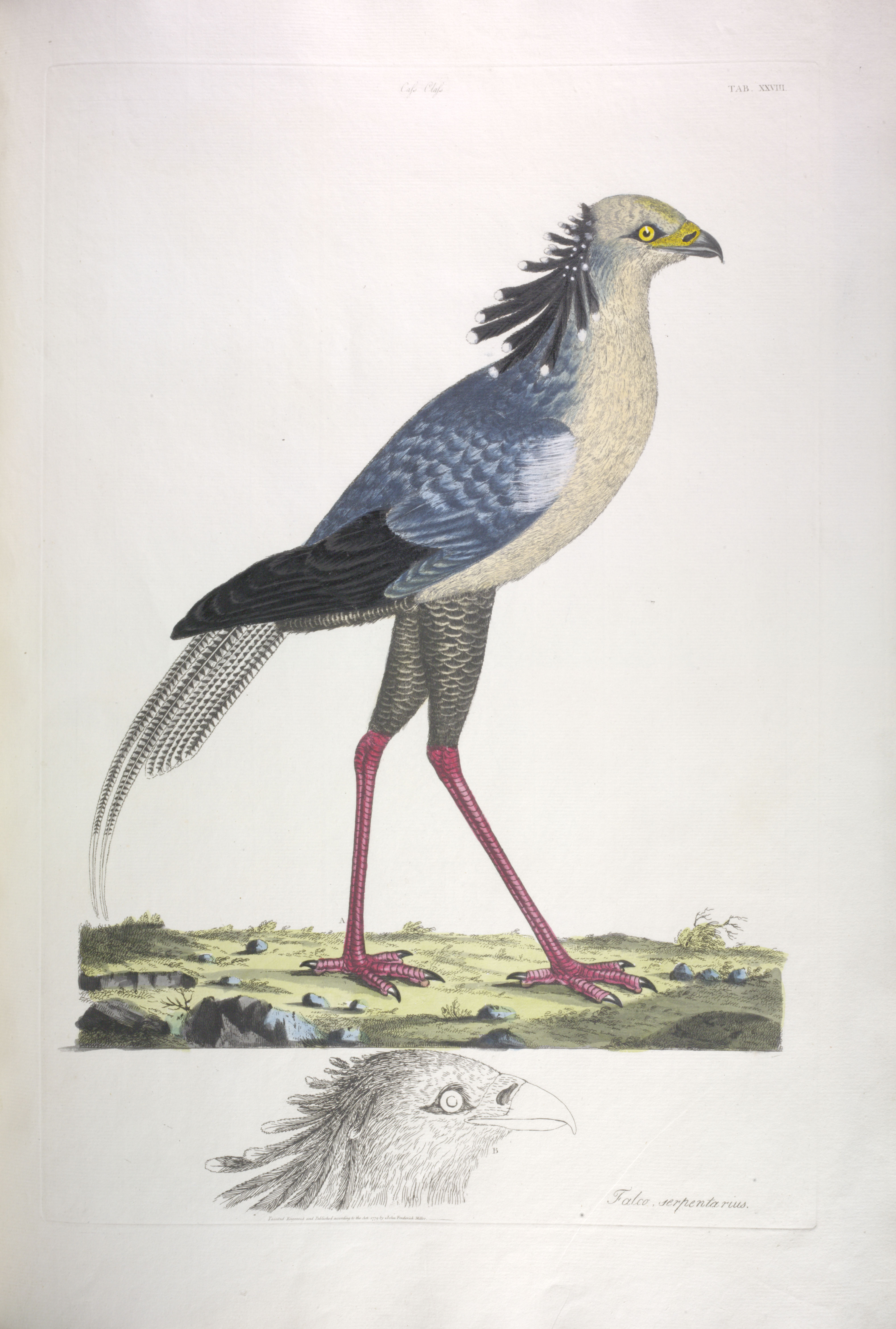
Planșă din Icones animalium et plantarum a lui John Frederick Miller, publicată în 1779, cu denumirea binomială originală

Naturalistul olandez Arnout Vosmaer a descris pasărea secretar în 1769 pe baza unui specimen viu care fusese trimis în Olanda de la Capul Bunei Speranțe cu doi ani mai devreme de către un oficial al Companiei Olandeze a Indiilor Orientale. Vosmaer a sugerat că specia era numită "sagittarius" de către coloniștii olandezi deoarece se credea că mersul său seamănă cu cel al unui arcaș. El a menționat, de asemenea, că era cunoscută sub numele de „secretarius” de către fermierii care au domesticit pasărea pentru a combate dăunătorii din jurul gospodăriilor lor și a propus cuvântul „secretarius” să fie o formă coruptă a lui „sagittarius”. Ian Glenn de la University of the Free State sugerează că „sagittarius” al lui Vosmaer este o formă greșit auzită sau greșit transcrisă de „secretarius”, și nu invers.
În 1779, ilustratorul englez John Frederick Miller a inclus o planșă colorată cu pasărea secretar în cartea sa Icones animalium et plantarum și a inventat numele binomial Falco serpentarius. Fiind cel mai vechi nume specific publicat, serpentarius are prioritate față de denumirile științifice ulterioare. Specia a fost atribuită genului propriu Sagittarius în 1783 de către naturalistul francez Johann Hermann în lucrarea sa Tabula affinitatum animalium.
Numele generic Sagittarius înseamnă „arcaș” în latină, iar epitetul specific serpentarius provine din latinescul serpens, care înseamnă „șarpe”. O a doua ediție a planșelor lui Miller a fost publicată în 1796 sub numele de Cimelia physica, cu text adăugat de naturalistul englez George Shaw, care a numit-o Vultur serpentarius. Naturalistul francez Georges Cuvier a creat genul Serpentarius în 1798, iar naturalistul german Johann Karl Wilhelm Illiger a creat în 1811 genul (acum sinonim) Gypogeranus din cuvintele grecești vechi gyps „vultur” și geranos „cocor”. În ciuda arealului său extins, pasărea secretar este considerată monotipă: nu sunt recunoscute subspecii.
Uniunea Internațională a Ornitologilor a desemnat „pasărea secretar” drept denumirea comună oficială a speciei. În 1780, polimatul francez Georges-Louis Leclerc, Conte de Buffon, a sugerat că denumirea de secrétaire a fost aleasă datorită penelor lungi din partea de sus a gâtului păsării, amintind de pana de scris din spatele urechii unui scrib antic. În 1977, C. Hilary Fry de la Universitatea Aberdeen a sugerat că „secretar” provine din franceză secrétaire, o corupere a arabului صقر الطير saqr et-tair care înseamnă fie „șoim al semideșertului”, fie „șoim care zboară”. Glenn a respins această etimologie pe motiv că nu există nicio dovadă că numele a venit prin franceză, susținând în schimb etimologia lui Buffon; și anume, că cuvântul provine din olandezul secretaris„secretar”, folosit de coloniștii din Africa de Sud.

## Descriere

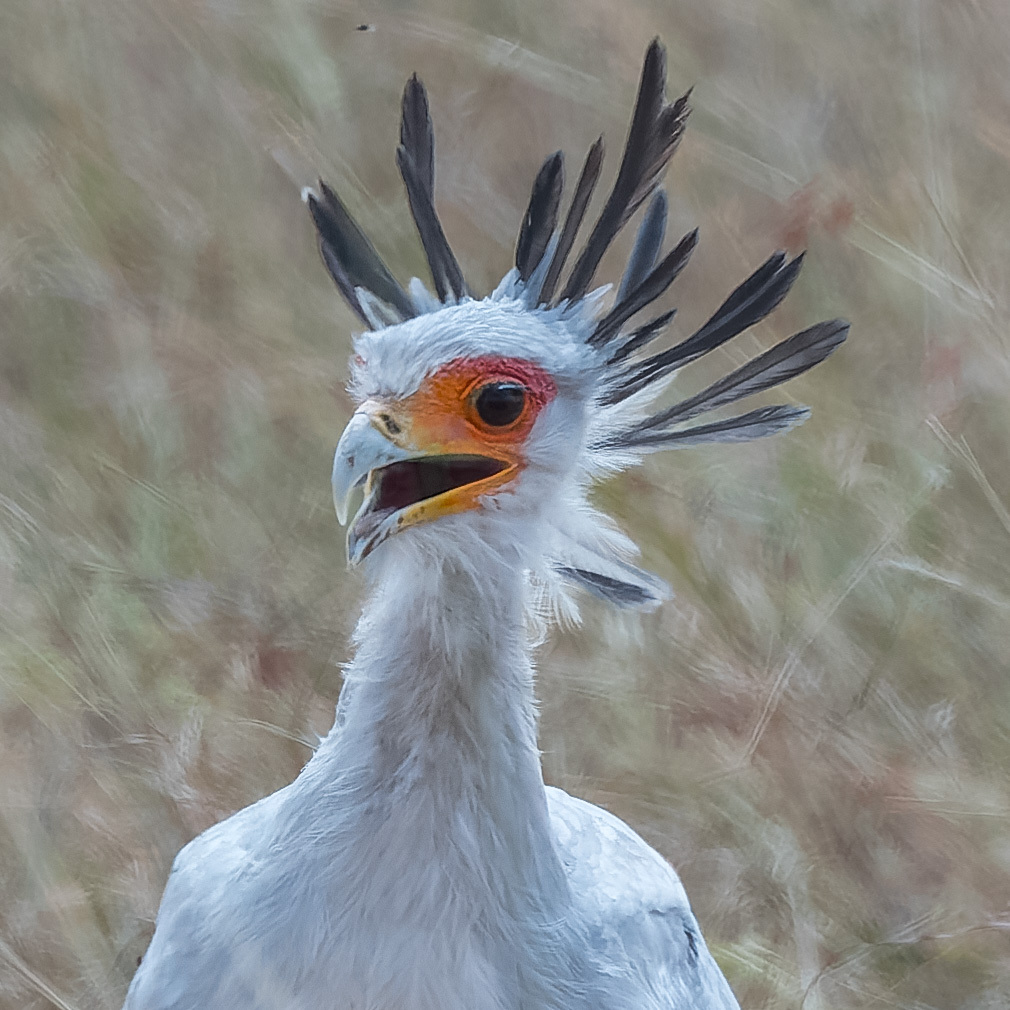
Pasărea secretar are pene negre distinctive care ies din spatele capului.

Pasărea secretar este recunoscută imediat ca fiind o pasăre terestră foarte mare, cu un cap și un corp asemănător unui vultur și picioare asemănătoare unui cocor. Are o înălțime de aproximativ 1,3 m. Are o lungime între 1,1 și 1,5 m și o anvergură a aripilor între 1,9 și 2,1 m. Greutatea variază de la 3,74 la 4,27 kg, cu o medie de 4,05 kg. Tarsul măsoară în medie 31 cm, iar coada are 57-85 cm: ambele fac ca pasărea să fie mai înaltă și mai lungă decât orice altă specie de răpitoare. Gâtul nu este deosebit de lung și poate fi coborât doar până la articulația intertarsiană, astfel încât păsările trebuie să se aplece pentru a ajunge la sol.
Sexele se aseamănă între ele, deși masculul tinde să aibă pene de coadă mai lungi, mai multe pene de cap, un cap mai scurt și un penaj mai albastru-gri. Adulții au o față roșie-portocalie, fără pene, cu irisul maro deschis și o structură ceroasă galbenă. Picioarele sunt gri-roz, iar partea superioară a picioarelor este acoperită cu pene negre.
Adulții sunt în mod normal tăcuți, dar pot scoate un sunet gutural profund în timpul manifestărilor nupțiale sau la cuib. Pasărea-secretar scoate acest sunet atunci când își salută perechea sau când se luptă cu alte păsări, uneori aruncându-și capul pe spate în același timp. Atunci când este alarmată, poate emite un croncănit ascuțit. Perechile împerecheate care se află la cuib scot un sunet moale de clănțănit sau fluierat. Puii scot un sunet ascuțit în primele lor 30 de zile.

## Galerie

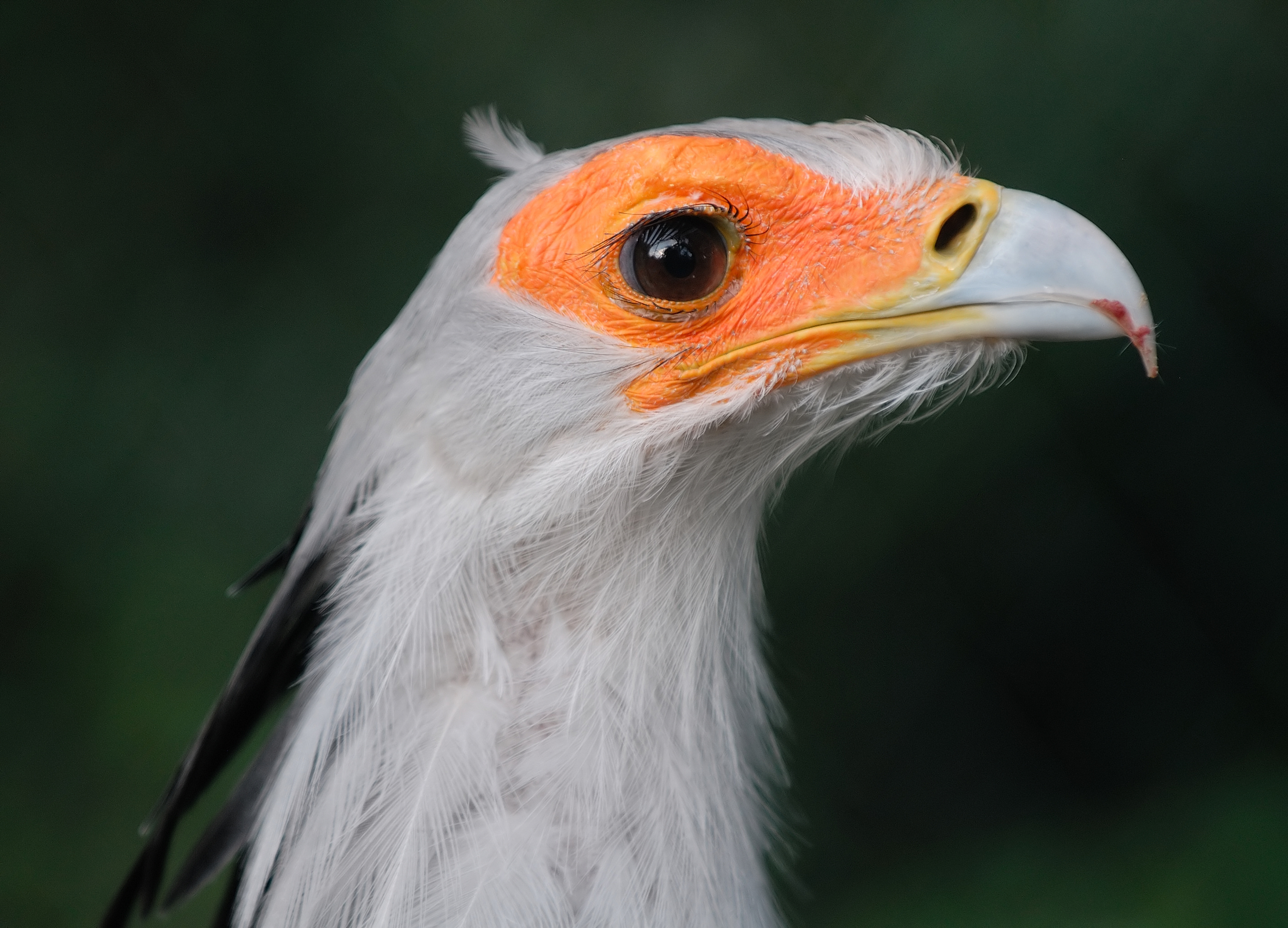
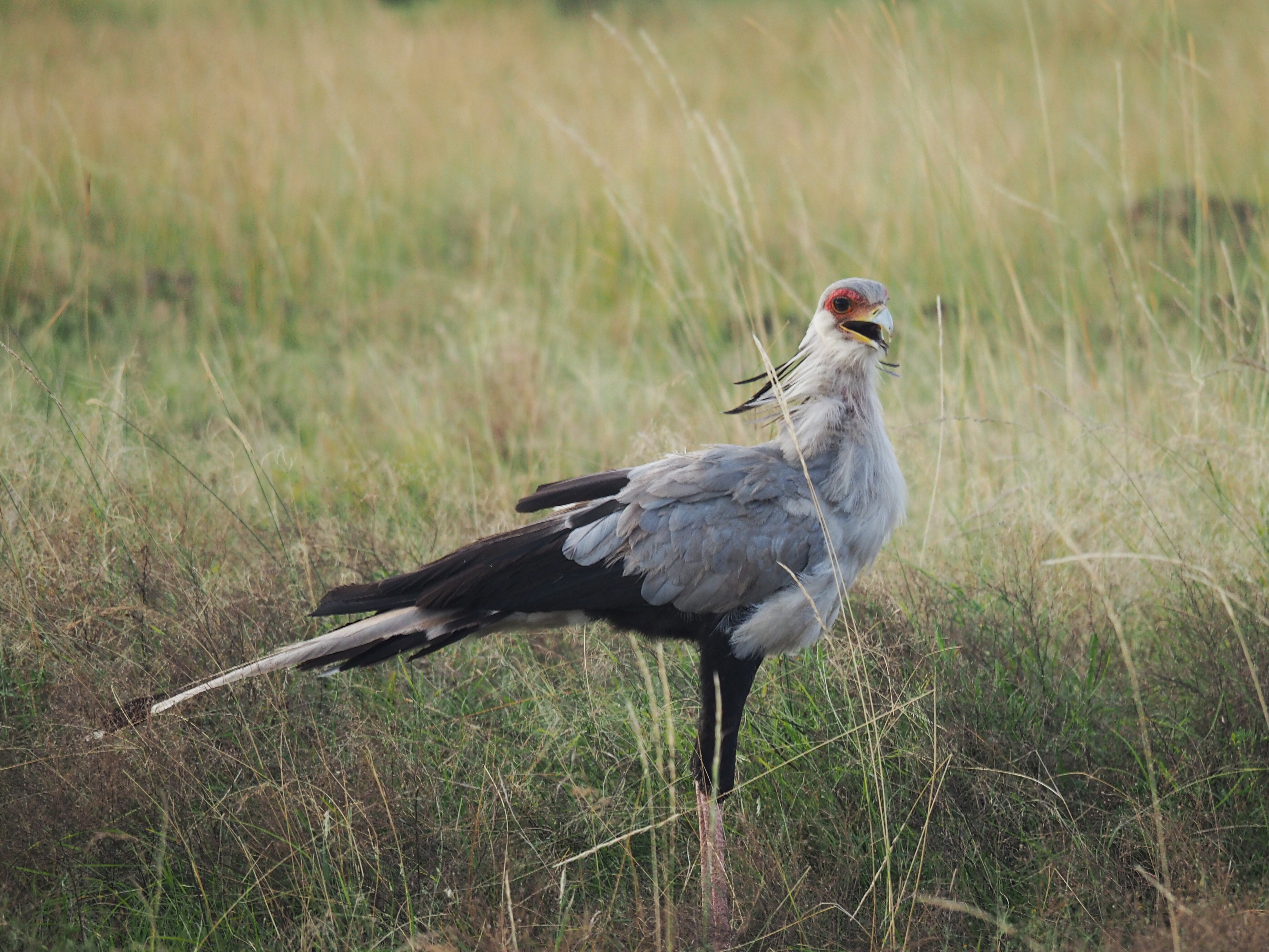
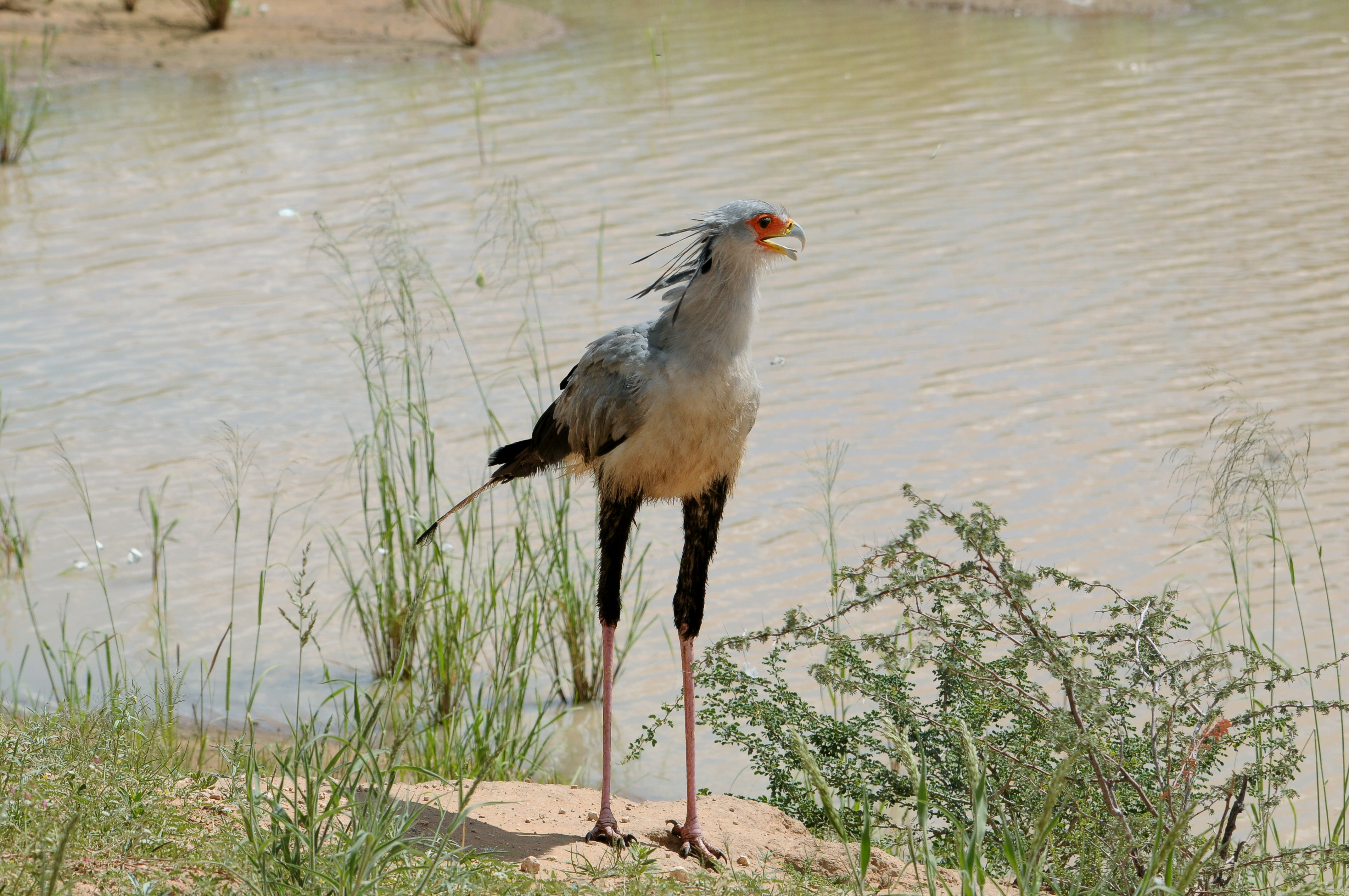
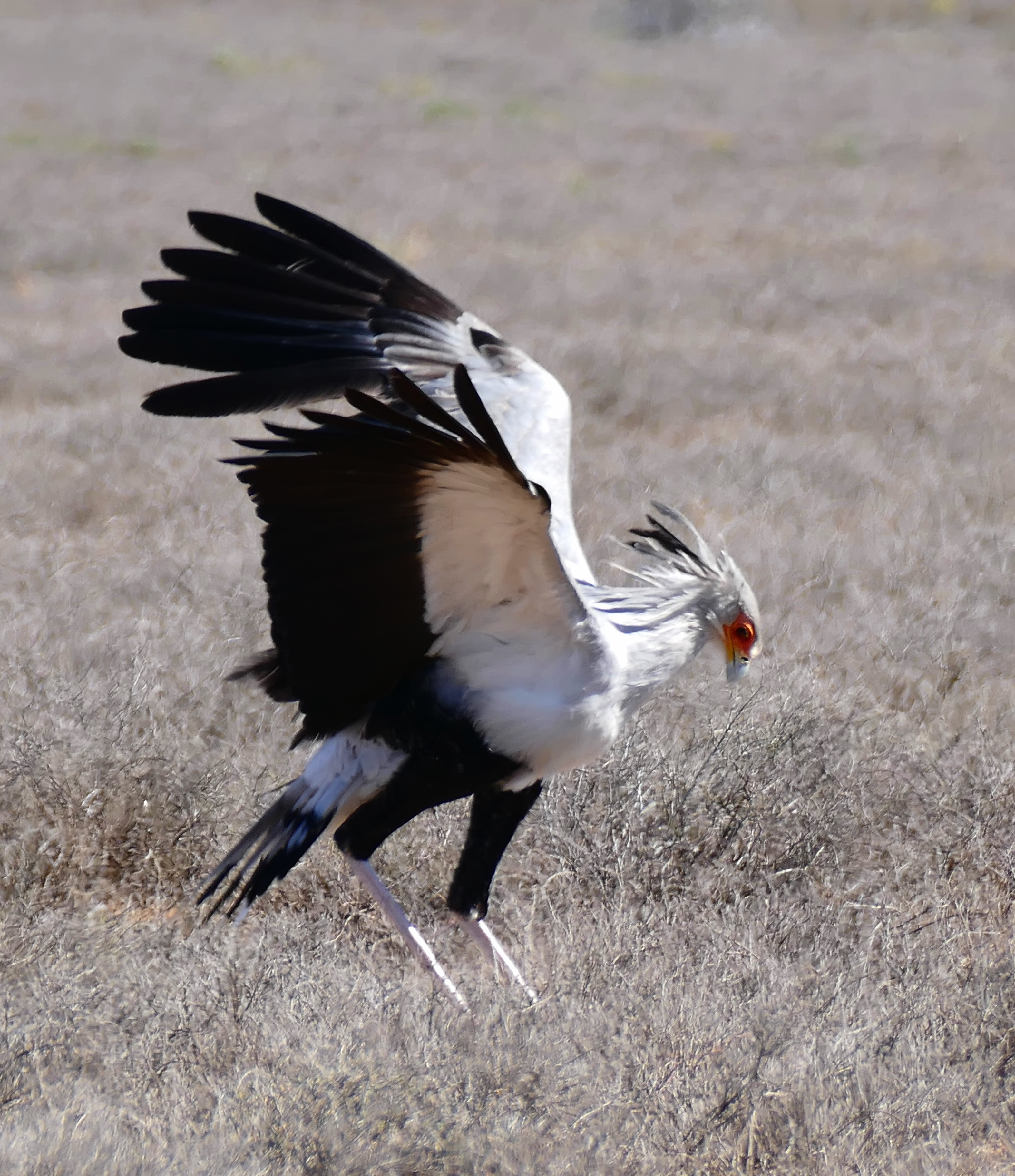
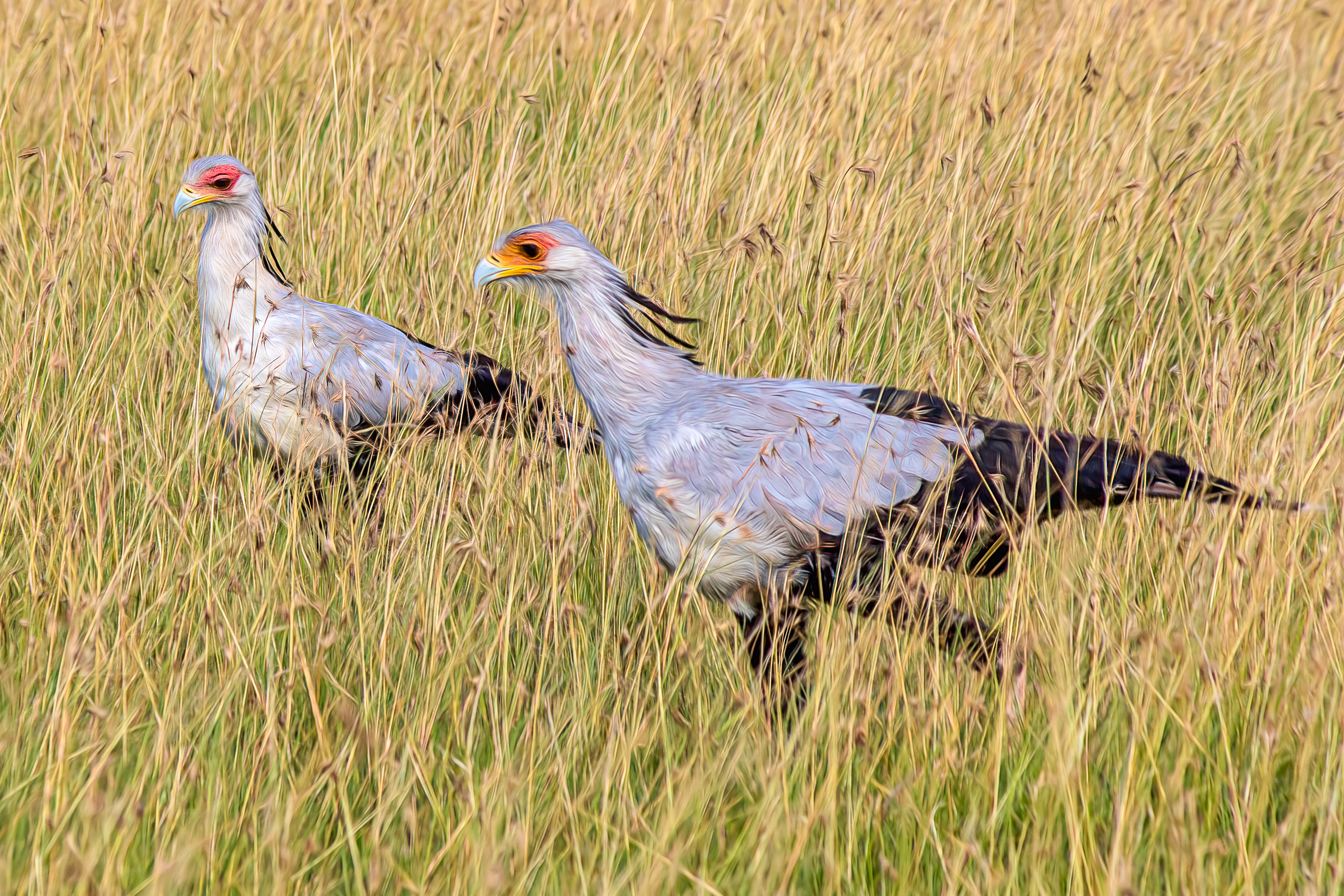
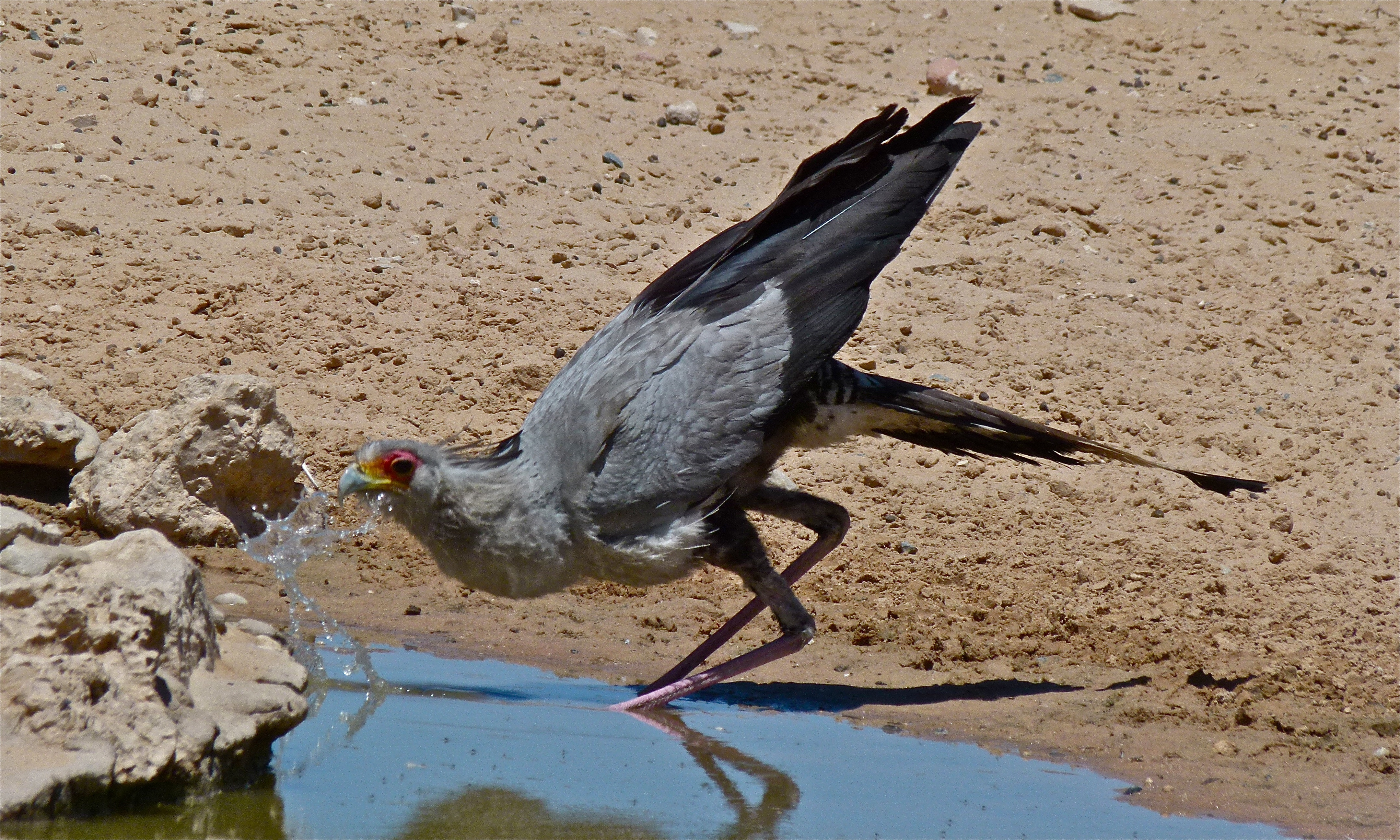
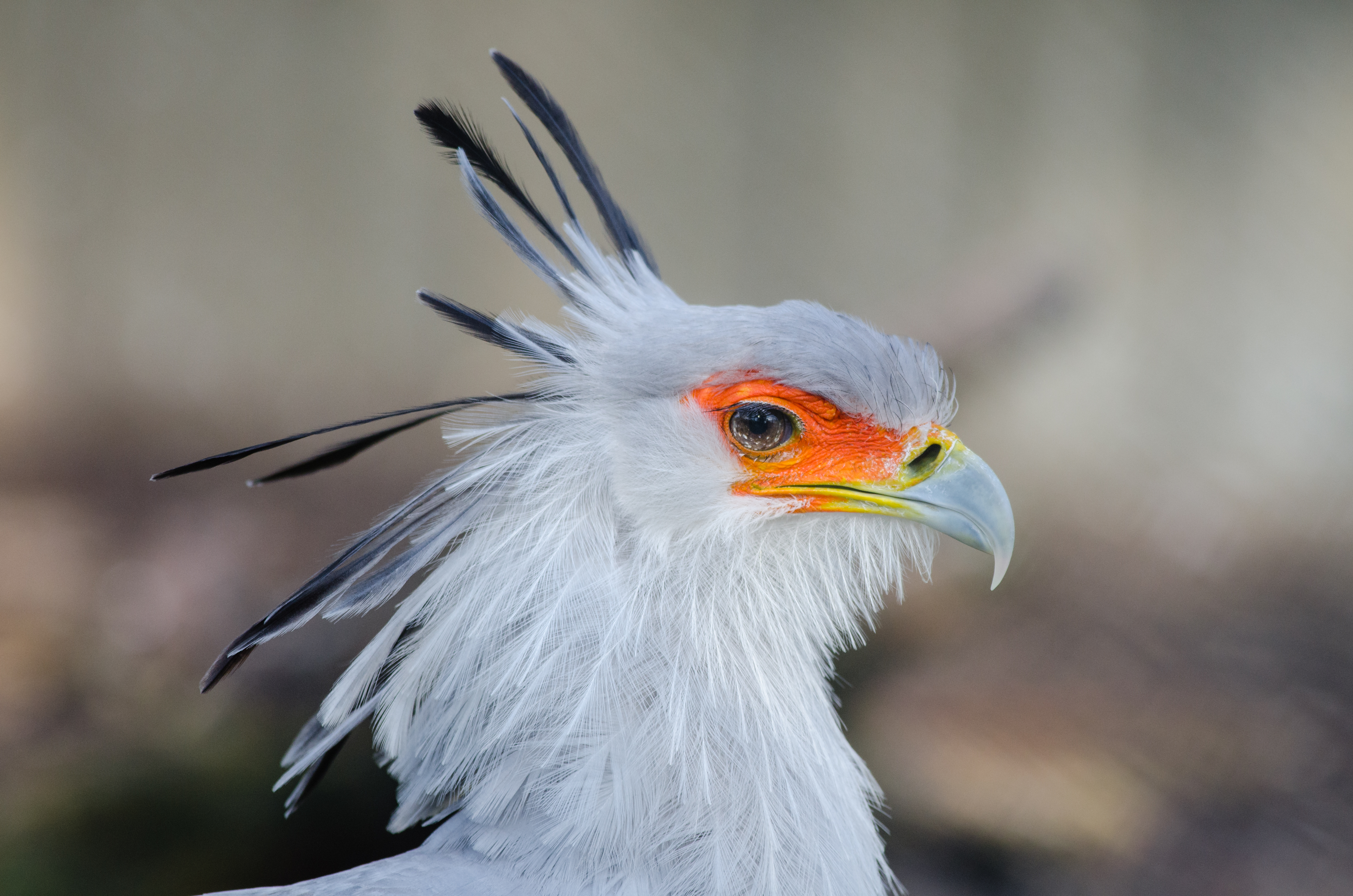